# Carabus gigas
Carabus gigas је тврдокрилац који припада породици Carabidae.

## Опис
Ова врста је најкрупнији трчуљак у Европи, са својом величином од 40 до 60 mm. Сјајно црне је боје. Елитре су овалне, снажно конвексне са око 15 туберкула. Пронотум има зрнасту површину. Животни век адултних јединки је 3 или више година. Настањује углавном влажна планинска станишта. Активан је ноћу и не уме да лети. Лови пужеве, глисте и многе друге бескичмењаке које може да свлада својим снажним мандибулама.

## Распрострањеност
Carabus gigas је ендемичан за Европу, а јавља се у југоисточној и средњој Европи. Забележен је у Албанији, Аусрији, Босни и Херцеговини, Бугарској, Грчкој, Италији, Мађарској, Румунији, Северној Македонији, Словенији и Србији.

## Подврсте
- Carabus g. duponcheli, Dejean, 1831 (Јужни делови Грчке)
- Carabus g. parnassicus, Kraatz, 1884 (Грчка, Северна Македонија, јужна Албаниа)[4]